# Санта Роса (Њу Мексико)
Санта Роса (енгл. Santa Rosa) град је у америчкој савезној држави Њу Мексико.

## Демографија
По попису из 2010. године број становника је 2.848, што је 104 (3,8%) становника више него 2000. године.
| Група             | 2000.         | 2010.         |
| Белци             | 385 (14,0%)   | 420 (14,7%)   |
| Афроамериканци    | 60 (2,2%)     | 68 (2,4%)     |
| Азијати           | 24 (0,9%)     | 52 (1,8%)     |
| Хиспаноамериканци | 2.227 (81,2%) | 2.262 (79,4%) |
| Укупно            | 2.744         | 2.848         |